# Josef Lanz
Josef Lanz, noto anche come Jörg Lanz von Liebenfels e Adolf Lanz (Penzing, 19 luglio 1874 – Vienna, 22 aprile 1954), è stato una personalità religiosa austriaca.
Espulso dall'Ordine cistercense divenne un occultista neopagano.
Lanz è ritenuto essere l'ideatore del termine ariosofia. Fu inoltre il fondatore dell'organizzazione nota come Ordine dei Nuovi Templari. Si è a lungo ritenuto che Lanz abbia avuto una profonda influenza sull'ideologia hitleriana. Tale valutazione, largamente basata su rivendicazioni fatte dallo stesso Lanz nei suoi scritti e in seguito ripresa parzialmente in una biografia del personaggio (ovvero Der Mann, der Hitler die Ideen gab. Jörg Lanz von Liebenfels di Wilfried Daim, pubblicata nel 1958), è generalmente ritenuta non del tutto accurata alla luce dei lavori di ricerca più recenti.

## Biografia
Nato da una famiglia aristocratica sia pure decaduta, i suoi genitori erano il maestro di scuola Johann Lanz e Katharina Lanz, nata Hoffenreich. Suo nonno Josef (originariamente Samuel) Hoffenreich (nato nel 1815 a Holíč e figlio di un mercante ebreo) fu battezzato cattolico a Vienna il 24 gennaio 1842. Fin da giovane sviluppò un interesse romantico per il passato medievale germanico e i riti esoterici legati alla cultura indiana ed ad altre religioni orientali. Nel 1893, subito dopo il diploma, entrò nell'ordine cistercense (in cui rimase fino al 1899) presso il monastero cistercense di Heiligenkreuz nella foresta viennese come "fratello Georg". Suo insegnante nel monastero fu Nivard Schlögl, professore di esegesi dell'Antico Testamento e lingue orientali dalle posizioni fortemente antisemite. Durante il suo periodo da novizio, Lanz si guadagnò rapidamente la fama di profondo conoscitore della storia del suo paese e del suo ordine in generale, nonché del suo monastero in particolare. Dal 1894 in poi scrisse più di trenta trattati di storia e storia dell'arte e articoli pubblicati su prestigiose riviste scientificamente riconosciute. A quel tempo si interessava inoltre di astrologia, religioni pagane, occultismo e del mito del Graal. Sotto l'influenza di questi studi, degli scritti dell'occultista Guido von List e delle polemiche del leader pangermanista Georg von Schönerer, Lanz si trasformò, all'inizio del secolo, in un nazionalista tedesco radicale e eugenetista.
Nel 1898 Lanz venne ordinato sacerdote ma appena un anno dopo gli fu chiesto di lasciare l'ordine. Lo stesso Lanz dichiarò in seguito che il suo “nervosismo sempre crescente” e la sua cattiva salute furono le ragioni delle sue dimissioni nell’aprile 1899. Fonti negli archivi dell'abbazia di Heiligenkreuz, tuttavia, registrano in latino il motivo delle sue dimissioni, riportando che Lanz fosse "sottomesso alla menzogna del mondo (vanitato saeculi) e catturato dall'amore carnale (amori carnali captus) [...]" e essersi allontanato dalla religione cristiana. Una traduzione alternativa può essere "pieno di ambizione mondana" – un possibile riferimento alle sue crescenti idee razziste, l'avvicinamento a posizioni ritenute filo-protestanti e/o alla fondazione dell’organizzazione dei Nuovi Templari. Alcuni commentatori sospettano che la prima traduzione si basasse su una relazione con una donna – forse un membro della famiglia Lanz von Liebenfels – e vedono il suo presunto fallimento come una ragione o una co-ragione della successiva misoginia di Lanz. Altri autori sottolineano che l'affermazione si riferirebbe a una accusa di omosessualità. Nonostante ciò Lanz continuò ad usare il suo nome religioso Georg ma nella variante tedesca Jörg e da questo momento affermò che suo padre fosse un tale barone Johann Lancz de Liebenfels e sua madre una nobile chiamata Katharina Skala e che fosse in realtà nato a Messina, in Sicilia, il primo maggio del 1872. Secondo alcuni storici Lanz fornì questi dati per evitare che si potesse fare una analisi astrologica sulla sua persona oltre a evitare che si risalisse a una sua origine ebraica.
Come riferisce George L. Mosse in merito alla sua accusa di allontanamento dalla religione cristiana: "egli aveva abbandonato la Chiesa sotto l'influenza del Movimento 'Los von Rom' (indipendenza da Roma) del pangermanista austriaco Georg Ritter von Schönerer, ed era diventato pagano, influenzato dai discorsi che facevano i suoi seguaci su una presunta religione ariana". Nel 1895 viaggiò per l'India in cerca di una nuova ispirazione per fondare un suo ordine esoterico e durante un viaggio nei dintorni di Calcutta acquistò un anello venduto da un santone per pochi soldi dove era impresso il simbolo della svastica, considerato un simbolo di vita eterna e per questo il simbolo supremo - a suo dire - del predominio della casta ariana, che aveva dominato l'India fin dall'antichità.
Tornato in Austria, nel 1900 con alcuni pastori protestanti scacciati dalla Chiesa luterana, fondò un ordine, Osthara, i cui proseliti venivano denunciati e condannati non soltanto dal clero, ma anche dal governo imperiale di Francesco Giuseppe che fu tentato di mettere una taglia sulla sua testa. Von Liebenfels, tuttavia, non offese gli Asburgo e perciò ebbe il permesso di continuare la sua predicazione. Egli sosteneva che in Austria ed in Germania, e in generale in tutti i Paesi del Nord Europa, esistano individui di razza ariana riconoscibili dai capelli biondi e dagli occhi azzurri che avrebbero il compito di sterminare la razza ebraica dal pianeta e definiva i nemici degli ariani "uomini-scimmia" o chandala, esseri di razza inferiore da considerare come "animali" o, nel migliore dei casi, come schiavi, e dei quali egli reclamava l'annientamento fisico. Sempre Mosse sostiene che "è impressionante l'analogia tra la visione del mondo di Lanz, manichea e spiritualistica, e quella di Hitler".
Nel 1908 fece stampare e diffondere volantini in tutta la città di Vienna per condannare la presenza degli ebrei in tutta Europa e la loro influenza sulla politica continentale. Gavrilo Princip, secondo von Liebenfels, era stato mandato dagli ebrei per assassinare Francesco Ferdinando d'Asburgo-Este. La confraternita Osthara era stata condannata da Pio X già nel 1911 in una bolla segreta dove venivano condannate tutte le sette europee che tramandavano il messaggio di Gesù Cristo in forma erronea.
Nel 1921 von Liebenfels andò a Monaco di Baviera per diffondere le sue dottrine. L'anno precedente era stato fondato il Partito Nazionalsocialista dei Lavoratori Tedeschi da alcuni reduci della prima guerra mondiale, come Anton Drexler, Hermann Göring e Rudolf Hess, che conobbero di persona il leader dell'Osthara e vollero adottare la svastica come simbolo del loro partito. Nel 1933 i nazisti presero il potere in Germania e Von Liebenfels fu attivo alle riunioni del Partito fino al 1937, quando decise di tornare in Austria ad occuparsi dei suoi adepti.
Si ritirò a vita privata solo nel 1946, affidando la guida al figlio quarantatreenne Fritz. Morì a Vienna ricordato solo dai suoi seguaci, ma l'Osthara continua ancor oggi la sua predicazione a Linz grazie al nipote Johannes (n. 1929) e al pronipote Sebastian (n. 1962). Il contributo storicamente più significativo si concretizza nella stesura dei Diari nei quali egli divulga le rivelazioni avute dalla dea Ostara che riecheggiano quasi un rapporto di tipo panico e panteistico con la religione, concepita come un incomparabile strumento di collegamento tra i pochi uomini eletti toccati dall'illuminazione e la deità incarnata nei phaenomena.
È palpabile l'influsso degli scritti dei grandi mistici asiatici da lui particolarmente apprezzati; è anche probabile che le spedizioni organizzate dal Terzo Reich nelle sperdute regioni dell'Asia centrale si ricollegassero alla speranza di trovare preziosi fondamenti storici ed etnologici della razza ariana, ritenuta da Von Liebenfels la primigenia manifestazione dell'Uomo puro ed incorrotto sulla Terra, in contatto diretto con gli Dei. L'ideologia di Von Liebenfels altro non era che una forma di gnosi spuria, ossia della spiritualità ofidica simboleggiata dal serpente, spesso rappresentato in forma di "ouroboros", ossia il serpente che si morde la coda, dell'Eden biblico.
Vi è anche chi ipotizza che il Mein Kampf abbia in lui il suo effettivo scrittore relegando di fatto il futuro Führer a semplice artefice dei libelli antisemiti innestati nell'opera. Tuttavia Hitler sembra ignorare nel corso degli eventi che si susseguono la persona di Lanz, tanto che questi lo si ritrova con tanti altri sfollati affamati nelle boscaglie intorno a Monaco negli anni della depressione economica che precedono l'avvento di Hitler. Verrà poi riscoperto da questi a partire dal 1933 venendo tuttavia progressivamente emarginato dalla scena politica, dalla quale si distaccò definitivamente nel 1937.

## Opere
- Die Theozoologie oder die Kunde von den Sodoms-Äfflingen und dem Götter-Elektron (1905). Teozoologia - La scienza delle nature scimmiesche sodomite e l'elettrone divino - Jörg Lanz von Liebenfels - edita da Editrice Thule Italia. Prima traduzione italiana